# Laura Binetti
Laura Binetti (nacida el 6 de marzo de 1965) es una ex culturista profesional canadiense. Actualmente vive en Omaha, Nebraska .
Laura dijo que su culturista favorita es Juliette Bergmann. Comenzó su carrera como corredora de larga distancia. Empezó a entrenar con pesas en 1986, tras los buenos resultados de su entrenamiento, encontró su pasión por las pesas y empezó a competir en competencias de culturismo en 1987. En 1990, empezó a competir como profesional en el Ms. International donde quedó en el 4.º puesto. Se casó y se mudó a los EE. UU. para vivir con su esposo en Omaha, Nebraska y expandir su negocio de consultoría de acondicionamiento físico.

## Carrera de culturismo
Después de quedar cuarto en el Jan Tana Classic 2000, Binetti se retiró del culturismo. Trató de regresar en 2007 y 2008, pero por razones médicas se retiró y ahora se enfoca en expandir su negocio en los Estados Unidos.

### Historial de competencia
- 1986 Steeles City Classic y CNE - 1° (LW)
- Campeonatos de Ontario de 1986 - 5.º (LW)
- Campeonatos del sur de Ontario de 1987 - 1. ° (LW)
- Campeonatos del Este de Canadá de 1987 - 1. ° (LW)
- Campeonatos canadienses de 1987 - 3. ° (LW)
- 1988 Campeonato de parejas mixtas de Ontario - 1.
- Campeonato Canadiense de Parejas Mixtas de 1988 - 1.º
- Campeonato mundial de culturismo amateur femenino de 1988 - 7. ° (LW)
- Campeonatos canadienses de 1988 - 1 ° (LW)
- 1989 CNE Invitational - 1. ° (MW y ganador general)
- Campeonatos canadienses de 1989 - 1. ° (LW y ganador general)
- Campeonato de América del Norte de la IFBB de 1989 - 1.º (MW)
- Campeonato mundial amateur de la IFBB de 1989 - 2.º (MW)
- 1990 IFBB Sra. Internacional - 4.º
- 1991 IFBB Sra. Internacional - 12
- 1993 IFBB Ms. Olympia - 17
- 1994 Gran Premio IFBB de Canadá - 1.
- 1994 IFBB Ms. Internacional - 8.º
- 1994 IFBB Ms. Olympia - 11
- 1995 Gran Premio de la IFBB de Praga - 2.º
- 1995 IFBB Ms Olympia - 12
- 1996 Gran Premio de la IFBB de Praga - 1.
- 1996 Gran Premio IFBB de Eslovaquia - 2.º
- 1997 IFBB Jan Tana Classic - 3.
- 1997 IFBB Ms. Internacional - 9.
- 1997 IFBB Ms. Olympia - 13[aclaración requerida]
- 1999 IFBB Ms. Internacional - 8.º
- Campeonato mundial profesional de la IFBB de 1999 - 1.
- 1999 IFBB Ms. Olympia - 8.
- 2000 IFBB Jan Tana Pro Classic - 4.º